# Loma Bonita, Hueytamalco
Loma Bonita är en ort i Mexiko.   Den ligger i kommunen Hueytamalco och delstaten Puebla, i den sydöstra delen av landet, 200 km öster om huvudstaden Mexico City. Loma Bonita ligger 289 meter över havet och antalet invånare är 116.
Terrängen runt Loma Bonita är kuperad åt sydväst, men åt nordost är den platt. Runt Loma Bonita är det ganska tätbefolkat, med 104 invånare per kvadratkilometer. Närmaste större samhälle är San José Acateno, 13,2 km öster om Loma Bonita. Omgivningarna runt Loma Bonita är en mosaik av jordbruksmark och naturlig växtlighet.